# تشارلز تالبوت بورتر
تشارلز تالبوت بورتر (بالإنجليزية: Charles Talbot Porter)‏ هو مهندس ميكانيك أمريكي، ولد في 18 يناير 1826 في أوبورن في الولايات المتحدة، وتوفي في 28 أغسطس 1910 في مونتكلير ‏ في الولايات المتحدة.